# Primocanale
Primocanale è un'emittente televisiva italiana a carattere regionale, di proprietà di PTV Programmazioni Televisive, che trasmette da Genova in tutta la Liguria.

## Storia

### 2001 e G8
Nel 2000 si unisce con altre emittenti locali liguri per implementare un sistema televisivo regionale e in occasione del G8 di Genova, stringe accordi con l'allora neonata LA7 per la fornitura di alcuni servizi giornalistici riguardanti la Liguria.

Nel luglio del 2001 i suoi servizi e reportage in diretta sul G8 di Genova sono stati diffusi anche su reti televisive nazionali italiane e estere, conferendole una certa notorietà. Le dirette vennero affidate alla esordiente giornalista Ilaria Cavo (notata in quella occasione da Bruno Vespa che le affidò quindi una collaborazione nel programma Porta a Porta).

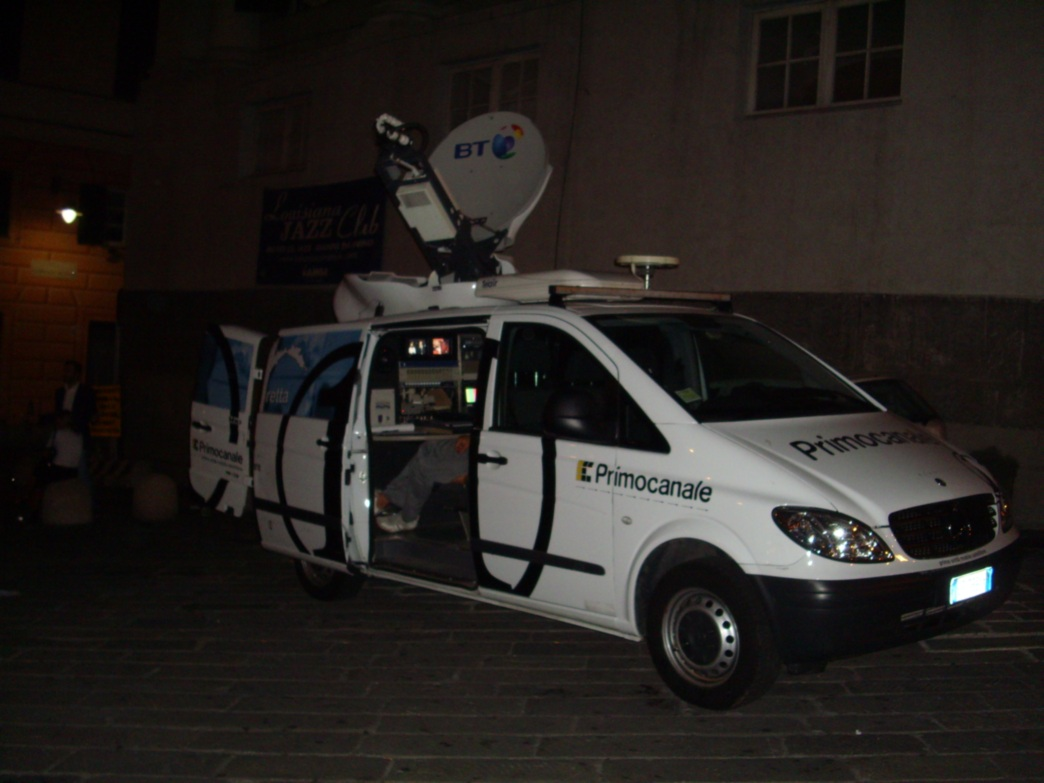
Furgone della regia mobile dell'emittente, durante la Notte Bianca di Genova del settembre 2007.

### 2007
Nel 2007 l'anniversario di 25 anni di trasmissioni, festeggiato il 15 settembre 2007, durante la Notte Bianca della città. Viene aperto il nuovo studio, sede della Redazione giornalistica e sopra la Torre Piacentini, accesi i due maxi schermi, al posto dell'insegna dell'IP, ove nella fascia notturna scorrono, pubblicità e comunicazioni.

### L'acquisto di Telecittà
Nel luglio 2008 Coopsette, tramite la controllata Telecittà S.p.A., cede l'omonima emittente televisiva a PTV Programmazioni Televisive. L'unione ha come scopo quello di far nascere un nuovo polo televisivo regionale. L'operazione per conto dell'acquirente è stata curata dalla società SAYE S.p.A. di Genova.

#### I licenziamenti dopo l'acquisto di Telecittà
Il 3 novembre 2008 la nuova proprietà licenzia tre giornalisti di Telecittà per essere rappresentanti sindacali di redazione: Gabriele Remaggi (componente del direttivo della Associazione Ligure dei Giornalisti) e Giovanna Rosi, fiduciaria di redazione e consigliera nazionale del Gruppo Cronisti, offrendo loro, la collaborazione esterna, come alternativa. Il Tg ed il sito web di Telecittà vengono chiusi e accorpati nel Tg e nelle programmazioni di Primocanale. Telecittà viene destinata alla sperimentazione del digitale terrestre in difformità del contratto Aeranti che garantiva a tutti i sei giornalisti di Telecittà la continuità del lavoro. I tre licenziamenti sono stati duramente condannati dall'Associazione ligure dei giornalisti.

#### Primocanale Sport: nascita e sviluppo in "Welcome#Liguria"

Logo in uso fino al 2018

Nell'aprile 2009 Primocanale Sport sostituisce il canale di Telecittà. Il canale regionale si occupa di trasmissioni legate allo sport. La redazione era composta da Giovanni Giaccone (direttore), Andrea Lazzara e Emmanuele Gerboni, tutti e tre provenienti dalla redazione di Telecittà. Nel settembre 2009, Primocanale Sport viene premiato dalla rivista "Millecanali" con l'Oscar delle tv locali.
Dal 4 giugno 2014 in via sperimentale la programmazione del gruppo sul canale 12 si potenzia andando oltre le trasmissioni celebri di Primocanale Sport nel nuovo canale "Welcome#Liguria" che oltre a occuparsi di sport (con le vecchie trasmissioni sportive confermate) tratta anche di turismo (attraverso la riproposizione di puntate delle trasmissioni di Primocanale "Viaggio in Liguria" e "Presa diretta" e i collegamenti con il canale 213 "Primocanale Welcome"), musica (attraverso le puntate di "Primocanale Sound"), cultura e tradizioni (con per esempio la riproposizione di puntate di "Liguria Ancheu" di Primocanale incentrata sul dialetto ligure).

### Oscar Tv Locale
Nel 2008 il programma Scuola Viva - prodotto da Primocanale in collaborazione con l'Arssu, condotto e curato da Giuseppe Sciortino - si è aggiudicato il premio Oscar Tv Locale di Millecanali e Il Sole 24 Ore - Business Media nella categoria "Intrattenimento".
Scuola Viva. Era un talk show a programmazione settimanale che dava voce a studenti, insegnanti e genitori degli istituti secondari superiori di tutta la Liguria. Nel 2009 sono state inoltre realizzate alcune puntate speciali presso l'ONU a New York, presso il Parlamento europeo a Bruxelles e presso il Parlamento italiano a Roma.

### Switch-off e nuovi canali del gruppo Primocanale
Dal 10 ottobre 2011 con il passaggio al digitale terrestre Primocanale è visibile sul canale 10; come altre emittenti locali ha creato nuovi canali televisivi tra cui "Primocanale Tg24" (LCN 11, l'informazione ligure con la continua riproposizione dell'ultima edizione del TG in onda su Primocanale, sostituito da Telecittà nel 2019), il sopraccitato "Welcome#Liguria" (LCN 12), "Primocanale Primo Piano" (che propone congressi, conferenze stampa, presentazioni di eventi, musica, repliche di trasmissioni di Primocanale LCN 112), "Primocanale Welcome" (documentari sulla Liguria, il suo territorio e le sue peculiarità con una grafica bilingue ai margini contenente informazioni sugli eventi turistici in Liguria, i programmi in onda risultano essere replicati ormai da anni (LCN 213), "Primocanale Sound" (LCN 215 dedicato alla musica, specie quella emergente, da anni sono in onda solo repliche) "Primocanale HD" (nonostante il nome, il canale trasmette in simul-cast Primocanale, non ha mai trasmesso in HD, LCN 510), "Primocanale Sport HD" (nonostante il nome, il canale trasmette in simul-cast il canale 12, non ha mai trasmesso in HD, LCN 512),e Primocanale +1 (inizialmente doveva essere la versione timeshift di Primocanale ma non è mai stato introdotto, fino al 2019 trasmetteva in simul-cast Primocanale con la LCN 607, al momento è invece un canale autonomo e si trova alla LCN 110).
Con il 2012 grazie a un'operazione portata a termine dall'editore Maurizio Rossi il gruppo di Primocanale è l'unico ad avere le prime 3 numerazioni LCN disponibili per le emittenti locali, infatti il canale 11, assegnato inizialmente dal Ministero dello Sviluppo Economico all'emittente Telegenova, passa a P.T.V.

### 2013
A fine 2012 si viene a sapere che il gruppo, a causa della crisi generale del comparto delle emittenti locali causata tra l'altro anche dai tagli dei finanziamenti pubblici regionali, farà ricorso a partire da gennaio 2013 ai contratti di solidarietà con riduzione per molti dipendenti fino al 50% dell monte ore lavorative (fonte: Forum Associazione Antennisti Liguri).

### Live-News
Dal 10 giugno 2013 Live News entra nel palinsesto: è un grande contenitore sperimentale di notizie, quasi sempre in diretta, dalle 7 di mattina alle 23.

### 2015
L'11 gennaio viene presentato il nuovo studio news room sulla terrazza di Torre Piacentini, che però non è altro che lo spostamento e la riduzione dell'area news precedentemente allestita al piano 29 dello stesso edificio.

#### Crollo della pubblicità, crisi e cassa integrazione
Il 16 gennaio viene annunciato il ricorso alla cassa integrazione in deroga per i suoi 34 dipendenti. Il ricorso all'ammortizzatore sociale è stato concordato dopo che l'azienda ha presentato una procedura, per il momento sospesa, di licenziamento collettivo per la riduzione di ben 13 unità tra tecnici e giornalisti. La situazione viene giustificata con il crollo degli introiti pubblicitari, a fronte di un impegno che è rimasto costante negli anni nel coprire gli eventi più importanti della regione. Negli ultimi due anni sono stati adottati i contratti di solidarietà nella speranza di poter resistere alla crisi - secondo le dichiarazioni dell'emittente - ma così non è stato e la cassa integrazione è stata una scelta obbligata in assenza di alternative percorribili.
Seguiranno licenziamenti e tagli dei programmi in onda, mentre anche la sede subirà un notevole ridimensionamento.

### 2016
Nel 2016 ritornano dopo 11 anni (erano state eliminate, appunto, nel 2005) le televendite sui tre principali canali del gruppo, probabilmente a causa del persistere della crisi. Esse sono state inserite nelle fasce orarie meno seguite: a mattinata avanzata e a pomeriggio avanzato. Il ritorno delle televendite è stato graduale: Welcome#Liguria è stata l'apripista, con grande vantaggio su Primocanale TG24 e per ultima Primocanale. La durata di tali contenuti oggi è abbastanza significativa, tuttavia non sempre tutti e tre i principali canali trasmettono televendite in modo contemporaneo. Sono rimasti privi di televendite e addirittura di ogni inserimento pubblicitario i restanti canali del gruppo che tuttavia sembrano ormai "abbandonati" con trasmissioni replicate da anni.

### 2017
Nel 2017 continua il ridimensionamento dell'emittente che riduce notevolmente la propria sede principale di Genova, utilizzandola anche come location per convegni, serate a tema. È in questo contesto che viene rispolverato il vecchio nome di "Terrazza Colombo", utilizzato negli anni '90.
La redazione giornalistica viene trasferita in una vecchia sede dell'emittente, rimasta in disuso per anni, sita in via SS Giacomo e Filippo sempre nel capoluogo ligure.
Vengono ridotte e dismesse le altre sedi provinciali.
Le televendite occupano gran parte del palinsesto della mattina e del pomeriggio.
Solo i programmi principali di prima serata continuano a essere trasmessi da "Terrazza Colombo" ma solo nelle sere in cui la location non è affittata per eventi.

### 2018
Nel 2018 continua la situazione dell'anno precedente, nonostante ciò vengono prodotti numerosi speciali durante la primavera e l'estate per seguire gli eventi principali nella regione, come la Settimana del Pesto, vengono confermate le trasmissioni storiche per la stagione estiva e primaverile (tra cui Anteprima Calcio e Live News Mattina), in seguito al crollo del Ponte Morandi del 14 agosto l'emittente eliminerà completamente, in un primo momento, le televendite seguendo in diretta tutti gli avvenimenti. Molte emittenti tra cui SkyTg24 si collegarono con Primocanale, il quale, con i suoi giornalisti, fu uno dei primi media a giungere sul luogo della tragedia. Con l'avvio della nuova stagione televisiva l'emittente rinnova la veste grafica ed il proprio logo che viene spostato in basso a destra e diviene privo della scritta "Primocanale": ora in onda vi sono solo gli otto quadratini che contraddistinguono il canale sin dalla nascita, questa volta in bianco. Vengono poi riconfermati i programmi della prima serata, mentre il contenitore Live News viene sostituito da "Al Servizio del Pubblico- linea diretta", in onda nella fascia mattutina con due edizioni (alle 7:30, condotta da Luca Russo e alle 12:30, con Enrico Cirone, che rientra a Primocanale dopo sei anni). Tra i nuovi programmi figurano poi "Te lo do io il menù" trasmissione culinaria con Valentina Scarnecchia e Genova nel cuore. Primocanale Tg24 e Welcome#Liguria continuano ad alternare la loro programmazione alle televendite.

### 2019
Nel 2019 vengono presentati numerosi nuovi progetti, nonostante la continua presenza delle televendite su i tre canali principali del gruppo. In febbraio vengono inaugurati la redazione e gli studi a Sanremo, nella zona del Casinò: grazie ad essi Primocanale si focalizza ancora meglio sui temi dell'estremo ponente ligure. Il canale 12 ospita così la programmazione di Telesanremo (emittente storica comprata da Maurizio Rossi negli anni '90 per rafforzare a ponente il segnale di Primocanale, che oggi ne ha rispolverato il marchio, che a video appare come TSRF, acronimo di Tele Sanremo Riviera dei Fiori) assieme a quella di Welcome#Liguria. Sempre a febbraio Primocanale e Telesanremo mandano in onda "Sanremo 2019... non solo festival", programma in diretta per seguire gli avvenimenti della settimana del Festival di Sanremo. Sempre nella città matuziana e in tutto l'imperiese, Primocanale compie interviste e reportage nei primi mesi dell'anno in vista delle amministrative in molti comuni della provincia. Sempre nello stesso anno, Primocanale presenta un nuovo progetto editoriale: Primocanale Motori, nato rafforzando il preesistente portale "Rally Live", che segue il mondo del rally e dei motori in generale, con finestre settimanali in onda sulla rete madre, ma anche su Tg24 e TSRF-Welcome#Liguria e quotidianamente sul sito dell'emittente e all'interno del Tg sportivo. In primavera è stato trasmesso Il Rally di Sanremo con uno speciale in diretta dalla gara sul canale 12 e con numerose finestre informative sul canale 10. Vengono prodotti poi numerosi altri progetti, dal rafforzamento della newsletters "il Primo", alla quale se ne affiancano di nuove, monotematiche, sino alle nuove rubriche settimanali (tra cui Porti&Città, reincarnazione dello storico programma IPort e Tg salute, nuovo nome di "Dica 33"). Durante l'estate viene presentato "Viaggio in Liguria- il tour", spin-off della fortunata trasmissione condotta da Gilberto Volpara, che consiste in un viaggio in più di 20 tappe nelle piazze liguri con un truck di 18 metri per promuovere il turismo e l'economia con ospiti e contributi in esterna con i collegamenti al mattino e la diretta nell'ora di pranzo, sino alle serate di spettacolo con i personaggi della trasmissione.

### Il nuovo palinsesto dell'autunno 2019
Il 4 settembre vengono presentati i nuovi palinsesti per la nuova stagione televisiva che comportano numerose novità.
La grafica viene leggermente modificata e il logo rimpicciolito, il telegiornale dell'emittente torna al nome storico Primogiornale e viene allungato alla durata di 25 minuti.
Dall'ottobre 2019 il canale 11 di PrimocanaleTG24 viene dedicato interamente alle elezioni regionali, trasformandosi in "Elezioni Liguria 2020", per poi mutare definitivamente il proprio marchio in Telecittà, invece dal 1º dicembre il canale welcome#liguria cessa le proprie trasmissioni, lasciando il proprio posto a "èTV Liguria", nuovo progetto del gruppo Telecolor.
Lo scandalo politico Regionale del 2024
Nel 2024, la magistratutura genovese arresta il Governatore della Regione Liguria Giovanni Toti per finanziamento illecito ai partiti poiché i suoi spot elettorali a mezzo maxitabellone luminoso sul grattacielo dell'emittente televisiva vennero finanziati in realtà (per 50.000 euro) dalla Esselunga S.r.L. in cambio (sostiene la magistratura) della realizzazione di un nuovo ipermercato Esselunga nell'area urbana genovese.

## Copertura
È visibile sul digitale terrestre in Liguria (copertura stimata intorno al 95%) e in provincia di Massa (anche se qui con diversi LCN). Il canale principale è visibile in tutta Italia in streaming sul sito, tramite cui si può anche rivedere, in modalità on-demand, la maggior parte della programmazione.

## Direzione
Primocanale ha sede nel Grattacielo progettato dal Piacentini, in centro a Genova, tuttavia da agosto 2017 molti programmi, compreso il telegiornale, vengono realizzati nella vecchia sede di via SS Giacomo e Filippo, sempre a Genova, dove è stato allestito uno studio virtuale che riproduce il panorama visibile dalla torre di via D'Annunzio.

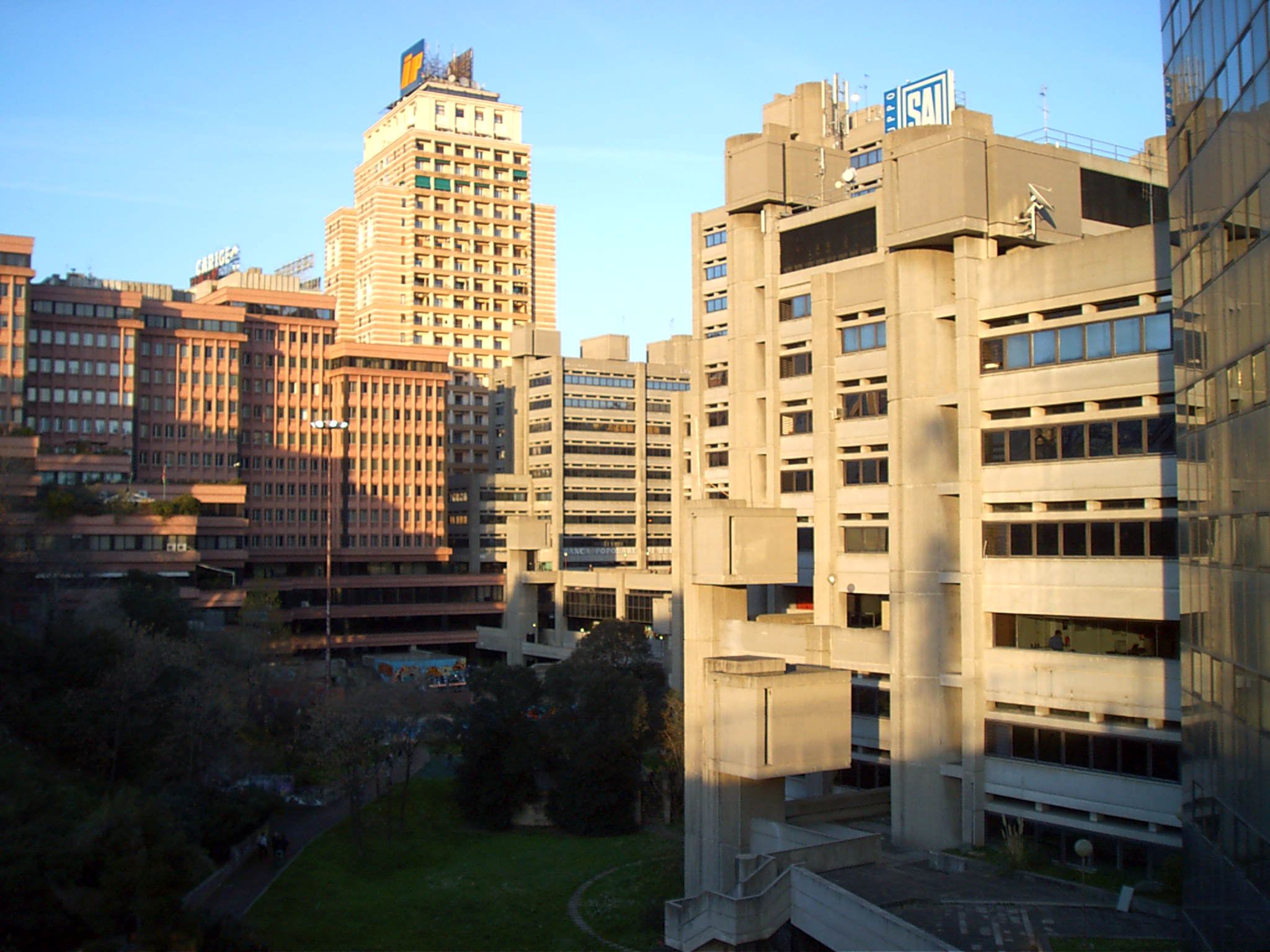
La Torre Piacentini sede di Primocanale sovrastata dall'insegna IP prima del 2007.

Direttore di Primocanale, Primocanale.it e Welcome#Liguria è Matteo Cantile, subentrato il 31 Marzo 2021 al posto di Andrea Scuderi.
Dal 2015 ha assunto maggior peso il presidente della società editrice di Primocanale P.T.V. S.p.A. Mario Paternostro che è diventato dal 1º settembre direttore editoriale, dopo la sua esperienza passata come direttore responsabile di Primocanale per molti anni prima dell'arrivo di Leone.

## Redazioni

### Redazione giornalistica
Fanno parte della redazione centrale collocata in via SS Giacomo e Filippo: Matteo Cantile (direttore), Tiziana Oberti (vicedirettore), Elisabetta Biancalani, Gilberto Volpara, Enrico Cirone, Maurizio Michieli, Giovanni Porcella, Stefano Rissetto, Silvia Isola, Emanuela Cavallo, Linda Miante, Alessandra Boero, Giorgia Fabiocchi, Eva Perasso e Michele Varì. Alcuni giornalisti si occupano anche della parte sportiva conducendo e collaborando alle trasmissioni di sport legate soprattutto al calcio delle squadre liguri.
Numerosi sono gli opinionisti sportivi: Graziano Cesari, Domenico Arnuzzo, Enrico Nicolini, Carlo Pernat, Andrea Possa, e Marco Oneto. Inoltre gestiscono i blog GrifHouse del Genoa Giovanni Porcella e Samplace della Sampdoria Maurizio Michieli.

### Redazioni provinciali
I corrispondenti dalle altre province liguri sono attivi sul territorio per raccontare ciò che succede in loco. Nello specifico si segnalano: per Imperia Alessandra Boero, per Savona Linda Miante, per Spezia Emanuela Cavallo e Stefano Truscia.
In precedenza Primocanale possedeva inoltre alcune sedi dislocate nelle quattro province della regione.
Le sedi provinciali erano dislocate a:
| Redazione | Indirizzo                                                | Località                  | Telefono      | Fax           |
| --------- | -------------------------------------------------------- | ------------------------- | ------------- | ------------- |
| La Spezia | Via Giacomo Doria, 74/13 2º Piano                        | 19124 La Spezia           | 0187.51.67.59 | 0187.51.59.78 |
| Savona    | Ex Palazzina OMSAV - AREA PORTUALE PIANO 1 BOX 9         | 17100 Savona              | 019.84.89.618 | 019.84.89.619 |
| Imperia   | TAGGIA REGIONE DONEGHE SS 548 ARMA 18018 VALLE ARGENTINA | 18018 Arma di Taggia (IM) | 0184.43.043   | 0184.43.143   |

### Dal 2019
A partire dal settembre 2019 si ha un rinnovamento della struttura di Primocanale: viene creata una nuova redazione multimediale, in seguito all'accensione del nuovo maxi schermo posto sulla Torre Piacentini, sulla quale ora ruotano tutte le informazioni della giornata e le informazioni utili alla cittadinanza. Vengono poi ricreate le precedenti redazioni, che si reincarnano nei nuovi giornalisti assunti che si focalizzano ognuno sulle cinque aree della regione.

### Ex redazione extra-regionale
Fino al 2010, Primocanale possedeva inoltre una redazione extra regionale con sede a Roma, curata da una parte di staff della rete RomaUno.
Tramite questo staff venivano realizzate interviste ai politici liguri a Roma e collegamenti durante i programmi politici e di approfondimento.
La politica nazionale viene invece ora seguita tramite la collaborazione con l'agenzia televisiva nazionale VISTA, di cui vengono trasmessi diversi servizi, inoltre dall'estate 2019 sul canale Primocanale Tg24 sono presenti spazi informativi prodotti da quest'ultima.

## Programmi
Il palinsesto principale dell'emittente è costituito da informazione locale, valorizzata da servizi da ogni provincia ligure, attualità e da lunghe dirette in caso di maltempo ed eventi in Liguria.
Nel palinsesto 2020-2021,le principali trasmissioni del gruppo sono le seguenti:
- Primomattino, il programma del mattino in diretta dalle 8 alle 10 e condotto dal vicedirettore Tiziana Oberti con notizie, meteo, viabilità, approfondimenti, collegamenti ed ospiti. All'interno del programma sono presenti numerose rubriche ("La finestra sul mondo", "Spettacoli", "Il medico risponde")
- Primogiornale, il telegiornale della Liguria su Primocanale (diretta alle 8, alle 1930 e alle 20.30 - replica alle 22.30) con notizie, servizi di cronaca e sport.
- Al Servizio del Pubblico, il contenitore che ogni giorno accompagna in diretta i telespettatori con collegamenti dalla Liguria, approfondimenti, interviste e la possibilità di telefonare in diretta attraverso un numero verde. In diretta dal lunedi al sabato dalle 10 alle 13 con la compagnia delle telefonate dei telespettatori. Dalle 18 alle 20 con telefonate, approfondimenti e notizie della sera.
- Calcio e pepe, programma sportivo con approfondimenti e telefonate in diretta in onda il lunedi dalle 13 alle 14
- TgSalute rubrica settimanale incentrata sulla salute e sulla sanità ligure, in onda il martedi alle 20.45
- Presa diretta reportage dalla Liguria su Primocanale dove la realtà si racconta. In onda il venerdi alle 20 e la domenica alle 14.30.
- Porti e città rubrica sulla portualità in onda il giovedi alle 20.45.
- Il programma politico di Primocanale il talk show politico di prima serata in onda il lunedì alle 21 condotto dal direttore
- Tiziana&Cirone, la trasmissione del sociale, in onda il martedi sera alle 21
- Viaggio in Liguria, la trasmissione dedicata al turismo, alle bellezze della regione e all'enogastronomia regionale condotta da Gilberto Volpara in onda in prima serata il mercoledì alle 21
- Liguria Calcio, la trasmissione dedicata allo sport con approfondimenti delle squadre ligure di calcio, Sampdoria, Genoa e Spezia con numerosi opinioni, in onda il giovedi sera alle 21 e la domenica sera alle 21 (con la cronaca della giornata calcistica)
- Liguria Ancheu trasmissione dedicata alla cultura dialettale genovese e lugure condotta da Gilberto Volpara con la partecipazione del Prof. Franco Bampi in onda in diretta il venerdì in prima serata.
- Stelle nello sport, il magazine sullo sport minore spesso non professionale curato e prodotto da Michele Corti e Marco Callai in onda il mercoledì sera su Telecittà

Tra le ex trasmissioni che hanno fatto la storia troviamo: "SOS Primocanale", "Scuola Viva", "Destra Sinistra", "In diretta con Luciana Lanzarotti", "Contropagina", "Da Sarzana a Ventimiglia", "Merci Varie", "Università popolare", "Primocanale Sound".
Molte trasmissioni prodotte da Primocanale vengono replicate in orari differenti anche sugli altri canali dell'emittente (Telecittà, Primo Piano, Primocanale +1).